# Николаевские Сады
Николаевские Сады (укр. Миколаївські Сади) — село в Первозвановской сельской общине Кропивницкого района Кировоградской области Украины
Население по переписи 2001 года составляло 56 человек. Почтовый индекс — 27654. Телефонный код — 522. Код КОАТУУ — 3522587603.